# Une mélancolie arabe
Une mélancolie arabe est un roman de l'écrivain Abdellah Taïa, publié en 2008 aux Éditions du Seuil. Abdellah Taïa est un des premiers écrivains marocains à revendiquer son homosexualité et à en faire un des sujets principaux de ses romans, dans un pays, le Maroc, où l’homosexualité est selon la loi un crime grave. Il a publié plusieurs romans, notamment Le Rouge du Tarbouche en 2004, L’Armée du salut en 2006, Le Jour du roi en 2010, Infidèles en 2012. Il est aussi réalisateur et a réalisé l’adaptation au cinéma de son roman L’armée du Salut en 2013.

## Résumé du roman
Le narrateur du roman est Abdellah. Il raconte différents moments de sa vie qui l’ont marqués, et notamment des histoires d’amour. 

### Première partie
La première partie, intitulée « Je me souviens », s’ouvre sur une tentative de viol à laquelle il échappe lorsqu'il n’était encore qu’un jeune adolescent de Salé, au Maroc. À cette époque, il commence à être marginalisé parce qu’on considère qu’il est un garçon trop efféminé. Ses agresseurs le féminisent d’ailleurs en l'appelant Leïla. Il conçoit déjà son attirance pour les hommes, notamment par son attirance pour un de ses assaillants, Chouaïb. Il réussit à leur échapper mais s’électrocute à un poteau électrique. Il revient finalement à lui, et considère qu’il entre dans une autre vie dans laquelle le cinéma, sa passion, aura une grande place. 

### Deuxième partie
Dans la deuxième partie, intitulée « J’y vais », le narrateur est à Paris. On le découvre amoureux de Javier, un homme qu’il a rencontré sur un tournage. Mais il prend conscience que cet amour n’est qu’à sens unique, que Javier ne lui prête pas l’attention qu’il aimerait, qu’il possède tout le pouvoir dans leur relation et qu’il ne le considère que comme un « coup ». Il décide donc de partir, de le quitter et de récupérer la seule forme de pouvoir (ou de résistance à ce pouvoir) qu’il lui reste. Commence alors une longue nuit d’errance et de remise en cause dans Paris, de souvenirs qui remontent à la surface puis de lucidité. Difficilement, Abdellah essaie de tourner la page de cet amour intense. 

### Troisième partie
Dans la troisième partie, intitulée « Fuir », le lecteur retrouve le narrateur à Hay Salam, affaibli et maigre, après sa rupture avec Javier. On lit la détresse et la remise en cause de son existence. Il participe à un film au Caire, ce qui lui permet de revivre quelque peu, notamment car lors du tournage, il rencontre Karabiino. Ils vivent un amour simple, vrai mais rapide car ils doivent se séparer. Le narrateur revient alors sur son amaigrissement, sur ses souvenirs d’enfance avec son frère Mustapha, sur son amour toujours présent pour Javier, sur sa solitude et sa confusion. C’est dans cet état d’égarement qu’il fait une rencontre avec une mendiante, un contact qu’il considère comme une « explosion salvatrice » et un « retour choquant au monde ». Il va alors fêter cette renaissance dans un cinéma, ce qui marque aussi son retour à sa passion. 

### Quatrième partie
La quatrième partie, intitulée « Écrire », est consacré à une histoire d’amour passionnelle avec un Algérien, Slimane. En fait, le narrateur tombe sur quelques feuilles issues d’un cahier dans lequel Abdellah et Slimane avaient écrit leur amour. Grâce à une lettre qu’Abdellah décide d’écrire à Slimane, le lecteur replonge alors dans les souvenirs de cette folle histoire d’amour passionnée et contradictoire, et sur les raisons pour lesquelles elle s’est arrêtée. En effet, Slimane était jaloux et possessif, au point de vouloir effacer le passé d’Abdellah et d’en faire sa chose. Le narrateur, qui ne pouvait plus le supporter, a fait cesser cette relation. Le roman se clôt sur la réponse de Slimane à la lettre d’Abdellah, réponse faite d'un seul poème qui déplore l’amour passé et la tristesse éternelle de la rupture.

## Personnages
- Abdellah, le narrateur.
- Ali (ou Chouaïb), un des agresseurs du narrateur.
- Javier, amour avorté et douloureux avec le narrateur.
- Karabiino, histoire d’amour courte mais intense avec Abdellah.
- Slimane, Algérien avec qui le narrateur a vécu une folle histoire d'amour pendant un an et demi.
- Mustapha, frère d’Abdellah.

## Thématiques
Le roman aborde plusieurs thématiques importantes, notamment : 
- Le corps et le rapport de soi à son corps. C’est un thème important du roman, notamment car l’auteur considère que l’écriture passe par le corps[4].
- La mort et la renaissance, deux thèmes omniprésents, qui marquent plusieurs moments forts du roman[5].
- La possession et la dépossession de soi, de son corps et de son identité, notamment dans les histoires d’amour.
- Le rapport à son identité, car le narrateur se cherche, se perd et se retrouve, se révèle à lui-même et aux autres, tout au long du roman.
- Les rapports de domination et de pouvoir, notamment au cœur des différentes histoires d’amour que racontent le narrateur.